# پرسی هوبارت
پرسی هوبارت (انگلیسی: Percy Hobart; ۱۴ ژوئن ۱۸۸۵ – ۱۹ فوریهٔ ۱۹۵۷) فرمانده نظامی اهل بریتانیا بود. وی برندهٔ جوایزی همچون نشان امپراتوری بریتانیا و نشان حمام شده‌است. هوبارت در خلال جنگ جهانی اول، فرماندهی لشکر ۷ زرهی بریتانیا و لشکر ۷۹ زرهی بریتانیا را برعهده داشت.